# Virachola dohertyi
Virachola dohertyi är en fjärilsart som beskrevs av Robert Christopher Tytler 1915. Virachola dohertyi ingår i släktet Virachola och familjen juvelvingar. Inga underarter finns listade i Catalogue of Life.